# 1422 Стремгренія
1422 Стремгренія (1422 Strömgrenia) — астероїд головного поясу, відкритий 23 серпня 1936 року.
Тіссеранів параметр щодо Юпітера — 3,610.